# Essien Udim
Essien Udim è una delle trentuno aree di governo locale (local government areas) dello stato di Akwa Ibom, in Nigeria.